# Tratatul reglementărilor finale cu privire la Germania
Problema reunificării Germaniei a fost un test decesiv al noului raport de forțe și al faptului că Războiul Rece se sfârșise. La 8 februarie 1990 secretarul de stat american James Baker a vizitat Moscova; acolo a propus negocieri pentru reunificarea Germaniei în formula „doi plus patru”, adică cele două Germanii RDG și RFG, precum și Statele Unite, Uniunea Sovietică, Marea Britanie și Franța. La 12 septembrie s-a semnat la Moscova tratatul care consfințea reunificarea pe cale pașnică a Germaniei. Ceremonia oficială s-a desfășurat la 3 octombrie la Berlin. La 31 martie 1991  Tratatul de la Varșovia a fost dizolvat oficial.
După primele (și singurele) alegeri libere din RDG de la 18 martie 1990, negocierile între RDG și RFG au culminat cu un tratat de unificare, iar negocierile între RDG, RFG și cele patru puteri care ocupaseră Germania au condus la așa-numitul „Tratat doi plus patru” care a acordat suveranitate totală unui stat german unificat cu capitala Berlin. Până atunci suveranitatea ambelor state RDG și RFG era limitată prin statutul lor de state sub ocupație militară de după Al Doilea Război Mondial. Tratatul din 3 octombrie 1990 a dizolvat Acordul de la Potsdam din 1945. 